# Hogna luederitzi
Hogna luederitzi är en spindelart som först beskrevs av Simon 1910.  Hogna luederitzi ingår i släktet Hogna och familjen vargspindlar. Inga underarter finns listade i Catalogue of Life.